# Lumen Fidei
Lumen Fidei (Свет веры) — первая энциклика Папы римского Франциска, подписанная им 29 июня 2013 года, в день торжества апостолов Петра и Павла и опубликованная 5 июля 2013 года.

## История написания
Энциклика посвящена теме веры и логично завершает цикл энциклик о христианских добродетелях, так как основной темой энциклик папы на покое Бенедикта XVI (Deus Caritas Est, Spe Salvi и Caritas in Veritate) были любовь и надежда.
Данная энциклика была полностью написана Бенедиктом XVI, который не успел подписать её перед своим отречением. О готовности энциклики к публикации в октябре 2012 года сообщал известный ватиканист Паоло Родари, со ссылкой на государственного секретаря кардинала Тарчизио Бертоне и других высокопоставленных сотрудников римской курии. В текст Бенедикта XVI папа Франциск добавил свой вклад и подписал, благодаря чему этот документ стал известен как «первая энциклика Франциска».
Сам папа Франциск во вступительной части энциклики по поводу истории написания сказал следующее:
Этими размышлениями о вере - в русле всего сказанного Учительством Церкви об этой богословской добродетели - я намерен дополнить написанное Бенедиктом XVI в энцикликах о любви и надежде. Он почти довёл до конца черновой вариант и энциклики о вере. Я ему за это глубоко благодарен и, в братской любви во Христе, принимаю его драгоценный труд, некоторыми размышлениями дополнив его текст. Действительно, Преемник Петра вчера, сегодня и завтра неизменно призван "утверждать братьев" в неизмеримом сокровище веры, даруемом Богом как свет на пути каждого человека.
Энциклика вышла на официальном языке Ватикана — латинском, и одновременно на восьми других языках: немецком, английском, французском, польском, итальянском, испанском, португальском и арабском. Официальный русский перевод энциклики, выполненный по поручению Конференции Католических Епископов России, вышел в свет 11 октября в «Издательстве Францисканцев».

## Содержание
Энциклика состоит из введения, четырёх глав и заключения.
- Введение.

Введение кратко описывает мотивации, положенные в основу документа: обратить особое внимание на свойственный вере характер света, способного осветить всю жизнь человека. В объявленный Святым Престолом «Год Веры» документ желает вдохнуть новую жизнь в восприятие широты горизонтов, которые открывает вера.
- Первая глава. «Мы уверовали в любовь» (1Ин. 4:16).

Вера в этой главе объясняется как «слушание» Слова Божия, как «призыв» выйти из собственного «я», чтобы открыться к новой жизни, и как «обетование» будущего, которое дает возможность нашему пути во времени быть непрерывным, будучи тесно связанным с надеждой. Бог, Который призывает нас, не чужой нам, но это Бог — Отец, источник добра. Энциклика в этой связи останавливается на фигурах Авраама и Иисуса.
- Вторая глава. «Если вы не верите, то потому, что вы не удостоверены» (Ис. 7:9).

Глава подчёркивает тесную связь между верой и истиной. «Вера без истины не спасает, оставаясь в этом случае красивой сказкой, проекцией нашего желания счастья». В энциклике также подчёркивается связь между верой и любовью, понимаемой как любовь к Богу, которая преобразует нас изнутри. Далее в энциклике следует пространное размышление о «диалоге между верой и разумом».
- Третья глава. «Я преподал вам то, что и сам принял» (1Кор. 15:3).

Глава посвящена важности евангелизации и распространения христианской истины. Особо подчёркивается важность таинств для укрепления и распространения веры, в первую очередь Крещения и Евхаристии. Заканчивается глава размышлением о единстве веры, которое гарантируется единством Церкви и апостольским преемством.
- Четвёртая глава. «Бог приготовил им город» (Евр. 11:16)

В этой главе описывается связь между верой и общим благом. Особо выделяются такие сферы общества, просвещаемые верой, как семья, основанная на браке между мужчиной и женщиной; природа, бережному отношению к которой способствует понимание творения, как дара Божьего; вопросы страдания и смерти.
- Заключение. «Благословенна Уверовавшая» (Лк. 1:45)

В заключение Папа призывает рассматривать Марию, как «совершенный образ» веры и заканчивает энциклику молитвой к Ней.